# Cheonhyehyang

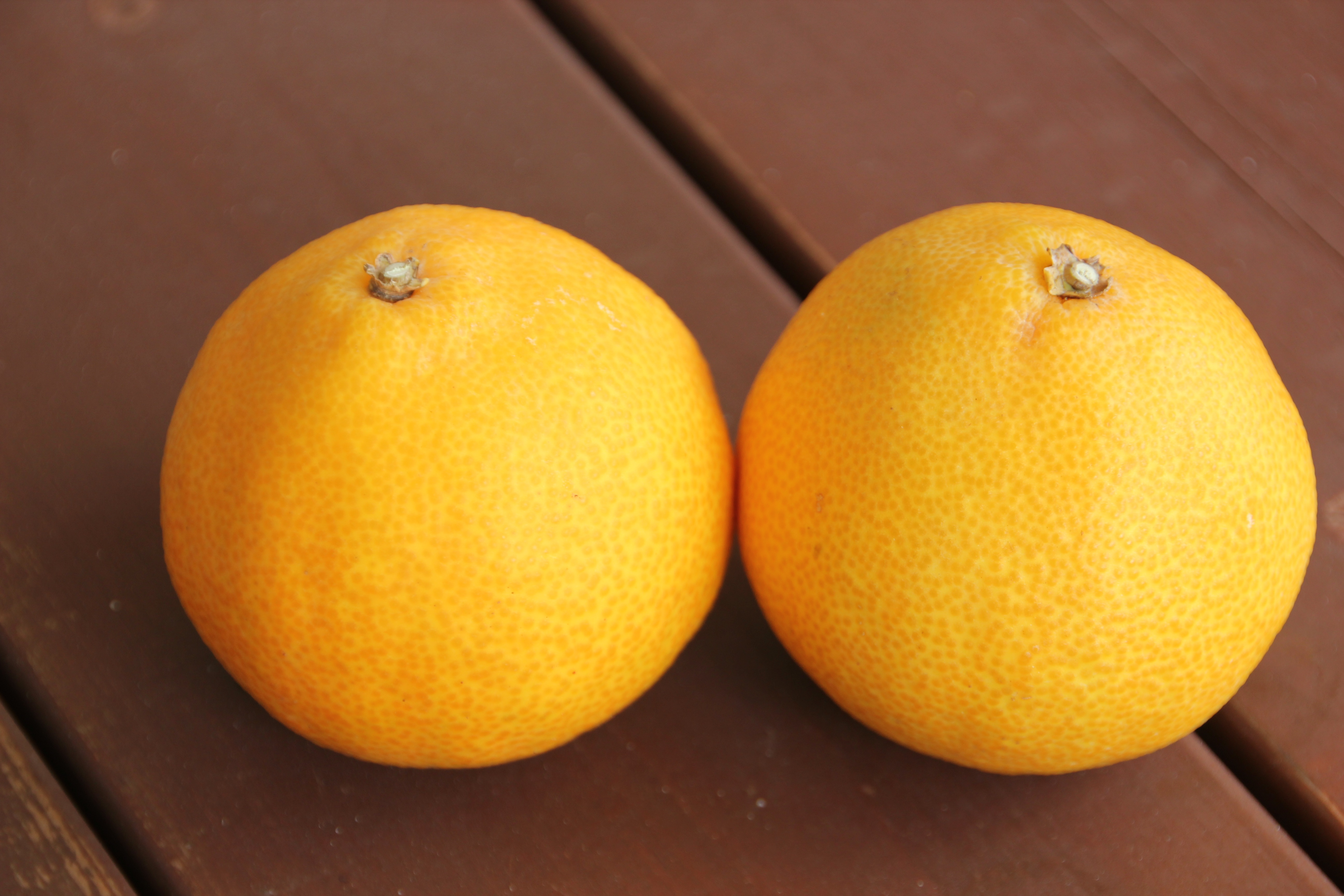

Cheonhyehyang là một loại cam quýt chất lượng cao mới được trồng ở khu vực Seogwipo của đảo Jeju. Năm 1984, Cheonhyehyang được tạo ra bằng cách lai chéo Citrus Kiyomi và Encore và sau đó lai tạo lại với Murcott ở Nhật Bản. Cheonhyehyang là một giống mới được đặt tên, chúng được trồng ở khu vực Seogwipo của đảo Jeju. Cheonhyehyang, được gọi là mùi hương của bầu trời, có hàm lượng đường cao hơn nhiều so với các loại trái cây họ cam thông thường, có nước ép rất phong phú, và có mùi thơm nhẹ.